# محمد فرحات
محمد فتحي فرحات (1985- 2002، الشجاعية) أحد أبناء خنساء فلسطين (أم نضال) ومقاتل في كتائب الشهيد عز الدين القسام الجناح العسكري لحركة المقاومة الإسلامية (حماس)، استشهد في تنفيذ عملية اقتحام لمدرسة تدريب الجنود داخل مغتصبة (مستوطنة) عتصمونا (بالعبرية: בני עצמון) من مجمع مغتصبات غوش قطيف، الساعة 11:52 من مساء الخميس 23 ذي الحجة 1422 هـ الموافق 7 مارس 2002م.
حيث اشتبك مع الجنود فقام بقتل الحراس أولا، ثم أقتحم غرف إعداد الجنود الإسرائيليون ومبيتهم، وأطلق النار عليهم من مسافة صفر، وخاض اشتباك مسلح مع العشرات من الجنود وحده.
وقد وصف التلفاز الإسرائيلي العملية بقوله: عملية صعبة مثل عملية إيلي سيناي.

## أمه أعدته بنفسها للعملية وودعته
كانت أمه (أم نضال فرحات - خنساء فلسطين) تعلم انه ذاهب، وهي من الذي أصروا على القائد صلاح شحادة آنذاك لينفذ إبنها الهجوم رغم صغر سنه.
وتصورت معه بسلاحه في فيديو خاص وأوصته.

## نتائج الهجوم
أستشهد محمد فرحات بعد ان أطلق عليه عشرات الرصاصات.
واعترف الجيش الإسرائيلي بمقتل 9 من جنوده فقط وأكثر من عشرين جريح.

## بيان كتائب القسام عن العملية
أشبال القسام رجال المستقبل
يا جماهير شعبنا الفلسطيني المجاهد..يا أمتنا  العربية والإسلامية:
بعون الله وتوفيقه تعلن كتائب الشهيد عز الدين القسام مسئوليتها عن  العملية البطولية التي نفذها أحد استشهادييها الأشبـال من مجموعــة الشهيدين  (مازن بدوي ومحمد عماد)  وذلك في تمام الساعة 11:52من مساء الخميس 23 ذي  الحجة 1422هـ الموافق 7/3/2002م.
الشهيد البطل / محمد فتحي فرحات 17 عاما، من مدينة غزة، الشجاعية
والشهيد من الأشبال الذين تربو على يدي شهيدنا المجاهد عماد حسين عقل.
فقد اقتحم شهيدنا البطل مغتصبة عتصمونا، من  مجمع مغتصبات غوش قطيف.
إن كتائب الشهيد عز الدين القسام، إذ تعلن  مسؤليتها عن هذه العملية البطولية، لتؤكد أن حصيلة عملية مجاهدنا الشهيد  البطل /محمد فتحي فرحات، كما وردت في إذاعة العدو،  حتى ساعة صياغة البيان كما يلي:
مقتل وإصابة أربعة وعشرين جنديا ومغتصبا، ما بين إصابة خطيرة  ومتوسطة.
وقد ذكرت إذاعة العدو أيضا، أن مجاهدنا البطل الشهيد، قد قام بقتل الحراس  أولا، ثم اقتحم غرف إعداد الجنود ومبيتهم، وقد وصف تلفاز العدو العملية  بقوله: عملية صعبة مثل عملية إيلي سيناي.
وإزاء تنفيذ مجاهدنا هذه العملية البطلة، تؤكد كتائبكم، كتائب الشهيد عز  الدين القسام، على ما هو آت:
أولا: هشاشة أمن العدو جدا أمام إرادة  المجاهدين وإيمانهم.
ثانيا: لا خيار لأمتنا في فلسطين غير استمرار  الجهاد والمقاومة.
ثالثًا: تأتي عمليتنا هذه في إطار الرد على  مجازر الصهاينة المغتصبين لأرضنا ومقدساتنا.
نعاهد الله ثم نعاهدكم على مواصلة الجهاد حتى نخرج  الصهاينة من أرضنا صاغرين.
كتائب الشهيد عز الدين القسام

## فيلم
أنتجت كتائب القسام فيلما خاصاً عن العملية باسم (نسمة وإعصار) وبينت فيه كل تفاصيل العملية وبمشاهد منها حقيقية.
- فيلم نسمة وإعصار على يوتيوب

## أمه تزور مكان الاقتحام
في عام 2005 إنسحب الصهاينة من غزة وتمكنت أمه من زيارة مكان العملية ومكان دخوله وقطعه للاسلاك الشائكة.
- أم نضال تزور مكان عملية ابنها محمد وكلام مؤثر على يوتيوب

## نص وصيته
بسم الله الرحمن الرحيم
(مِنَ الْمُؤْمِنِينَ رِجَالٌ صَدَقُوا مَا عَاهَدُوا اللَّهَ عَلَيْهِ فَمِنْهُمْ مَنْ قَضَى نَحْبَهُ وَمِنْهُمْ مَنْ يَنْتَظِرُ وَمَا بَدَّلُوا تَبْدِيلاً)
قال المهندس يحيى عياش في يوم من أيامه : (على الكريم أن يختار الميتة التي يحب أن يلقى الله ، فنهاية الإنسان لابد أن تأتي ما دام قدر الله نفذ ) .
من المحراب تبدأ رحلة المهاجرين ... ثم يكون تقدم العمل ... مساجد ومنابر وينطلق القطار وجهته فلسطين ... وقوده الدم يعتلي مسافر عملاق يرفع راية خفاقة يزينها (( لا إله إلا الله محمد رسول الله )) وبالدم كتبت ( كتائب الشهيد عز الدين القسام) والقطار يسير على السكة والمسافر شامخ .. معتد ... يتزايد المسافرون ... كثير عددهم ، الوقود يدفع حماس القطار يخترق كل الحدود ولا يتوقف ... وساحة التنافس لتزويد القطار بالوقود مشتعلة وأشكال التزويد متنوعة والتقدم يملأ النفس رضى .. الأفق يقين .
الحمد لله رب العالمين والصلاة والسلام على إمام المجاهدين وعلى من اتبعهم بإحسان إلى يوم الدين ... أما بعد :
إلى أهلي .. إخوتي.. أحبتي ... أمل الجهاد المتأجج في ناظري .. إلى عمالقة الالتزام الصادق .. إلى كل المتمسكين رغم كثرة المفرطين .. إلى أبطال مستقبل هذا الدين .. إلى فرسان الحق والقوة والحرية .. إلى رواد مسجد الإصلاح : إنني أكتب رسالتي وأنا في خندق الجهاد والمقاومة بين الرصاص والقنابل وبجانبي رشاشي ينتظر المعركة وهو مشتاق إلى خلع رؤوس اليهود وأعوان اليهود من بين الأحداث ، وهذه المخاطر تذكركم وأنتم تجلسون حولي في أيام قد خلت فقلت لنفسي : من فيهم يحمل الرشاش من بعدي ويلقي بالقنابل ويقتحم المستوطنات ويفجر نفسه ..؟؟ من فيهم هانت عليه الدنيا ورقت روحه وتألقت لمعانقة الشهادة ..؟؟ كي أخفي عنده سر الجهاد ، من فيهم يا ترى يرث (وسام فرحات- رائد الحلاق – محمد دخان ) من فيهم سوف يذكرني فلا ينام الليل يحلم في الجهاد ويظل يفكر كيف السبيل لقتل اليهود وأذنابهم الأوغاد ؟؟ من فيهم يرفع راية القسام عالية كما رفعها إخواننا في زمن الذل والعار ...
أحبتي .. إن أول خطوة في طريق الجهاد هي الالتزام بتعاليم القرآن والنهج على درب المصطفى صلى الله عليه و سلم ، وثاني خطوة في الجهاد ألا تنام الليل إلا وأنت تنظر في حال البلاد والعباد ومن بعد ذلك يبدأ الاستعداد ليوم اللقاء مع البنادق والقنابل والصواريخ لتكون الشهادة أو نصر ينزله رب العباد .. هذي خطانا في خنادق القسام .. فهل لكم أمنيات فتتقدموا كي تبدؤوا الطريق وتستعدوا كي تلحقوا بإخوان لكم هانت عليهم الدنيا وباعوها بما فيها كي يصلوا بثمنها إلى رضا الله وإلى جنات الفردوس الأعلى وإلى حوض النبي صلى الله عليه و سلم .
إخواني و أحبتي : أصبحت الناس تدعي أنها تخاف من النار وتعمل لها وتدعي بأنها تحب الجنة وتبتعد عنها ، إنه من يبعد عن كتاب الله سيخسر الكثير الكثير .. لا تنظروا إلى تلك الإغراءات البخيسة التي لا قيمة لها عند الله عز وجل فأنتم بين الفتن وحب الشهوات وأنا شهوتي الجنة فاخترتها .. عقدت صفقة في تجارة رابحة وهي الجنة وأرجو منكم السماح لتأخري في الانتقام من الخونة وأحذركم من البعد عن كتاب الله عز وجل فكم من أناس نسوا الله فأنساهم أنفسهم .. فأنا إن شاء الله عند ربي في جناته سأكون عند ( عز الدين القسام – عبد الله عزام – عماد عقل – يحيى عياش – عوض سلمي - محمود أبو هنود – حسن عباس – أسامة حلس – بلال الغول)
إخواني وأحبتي .. إن الحياة بجوار رب العزة لهي الأفضل خير من أي حياة .. والله إنها لبئس الحياة يتحكم بها الطغاة المستكبرون .. والله إنها لشهادة لا تنتهي .. لا تنتهي ولا يصل الحبيب إلى الحبيب إلا شريداً أو شهيداً.
يا أبناء الكتلة الإسلامية .. يا أبناء حماس ... يا رواد المساجد وخاصة مسجد الإصلاح أنتم أبناء الإسلام سوف تبقون الصوت الذي يصرخ بشجاعة في مواجهة كل المفاهيم لكي تستيقظ الأمة من نومها العميق وسوف تبقون أنتم الرصاصة والبندقية التي تقاتل المحتل وأعوانه .
إخواني وأحبتي .. علمتني الحياة في ظل الدعوة أن الحياة مؤقتة يعقبها الموت ويعكرها الفوت فكم من حي مات دون مطلبه ولم يظفر بمرغوبه رغم بذل النفس والنفيس والغالي والرخيص ، والدنيا غرارة خداعة إذا حلت أوحلت ، إذا جلت أوجلت وإذا كست أوكست وكم من ملك رفعت له علامات فلما علا مات ..؟ أما الآخرة فهي حياة المؤمن لذة باقية ليس فيها لاغية ففي الجنة ما تشتهي الأنفس و تلذ الأعين وما لا عين رأت ولا أذن سمعت ولا خطر على قلب بشر فلا تشتري القليل بالكثير والعاجلة بالآجلة والفانية بالباقية ، وعلينا أن نتقدم لنسكن الدار الثانية .
إخواني أحبتي : طريق الدعوة إلى الله ليست رتبة شرفية ولا حقيبة وزارية أو مهنة حكومية ، بل الطريق محفوف بالمكاره مليء بالمفاجآت ، فيه تكليف ثقيل وهم جسيم وعلى الداعية أن يعد الزاد لأن السفر طويل لكنها خير طريق ؛ إذ إنها توصل إلى الجنة .
إخواني و أحبتي .. إن صلاة الفجر في جماعة هي محضن الرجال وملتقى المخلصين وعنوان المجاهدين وخير كبير لا يعدله شئ في بابه ، ويكفي أن صاحبها يعيش في ذمة الله وأن قيام الليل مدرسة الأجيال ومحضن الرجال وسمة المجاهدين إشارة المنتصرين ودأب الصالحين.
كما أنني أطالب السلطة الفلسطينية وعلى رأسها الأجهزة الأمنية من عدم ملاحقة المجاهدين الذي يقلقون راحة العدو وأن تبتعدوا عن حماية المستوطنات حتى يذيق المجاهدون العدو العلقم المر ...
يا أبناء حماس .. يا أبناء القسام .. يا من اصطفاكم الله من خلقه ليحقق بكم قدره وليجري أسبابه فيعيد على أيديكم قوة دينه ويعلي بكم راياته ويحقق بكم وعيده بإساءة وجوه بني صهيون فمزيد من الرباط على نهجه .. يا أبناء حماس .. يا أبناء القسام تقدموا الصفوف ، احملوا الرايات رايات الجهاد والدفاع عن حياض الدين والوطن ولا تتخاذلوا ولا تتولوا فيستبدل الله بكم خيراً منكم .
إخواني و أحبتي .. أوصيكم بتقوى الله سبحانه وتعالى والوحدة (وحدة الصف ) في وجه الأعداء .. إلى كل من : أحبائي وإخواني ومن يعرفني أو طرح علي سلامًا أو أخطأت في حقه أن يسامحني ويدعو الله أن يتولانا برحمته وأن يرزقنا الشهادة في سبيل الله .
إلى الوالد والوالدة : أن يلهمهما الصبر والثبات وليس بوسعي إلا أن أهنئكم باستشهادي إن شاء الله .
وفي الختام : أعوذ بالله من كبوة الجواد ومن سقطة اللسان ومن زلة العالم ونسأل الله أن يتقبل منا هذا العمل ويجعله خالصاً لوجهه الكريم
الجمعة 1/3/2002